# Limnonectes visayanus
Limnonectes visayanus é uma espécie de anfíbio da família Ranidae.
É endémica das Filipinas.
Os seus habitats naturais são: florestas subtropicais ou tropicais húmidas de baixa altitude, pântanos subtropicais ou tropicais, regiões subtropicais ou tropicais húmidas de alta altitude, matagal húmido tropical ou subtropical, campos de gramíneas de baixa altitude subtropicais ou tropicais sazonalmente húmidos ou inundados, rios, rios intermitentes, marismas de água doce, marismas intermitentes de água doce, terras aráveis, pastagens, plantações , jardins rurais, áreas urbanas, florestas secundárias altamente degradadas, lagoas, terras irrigadas e áreas agrícolas temporariamente alagadas.
Está ameaçada por perda de habitat.